# Den ungreformatoriske bevægelse
Den ungreformatoriske bevægelse (ty. Jungreformatorische Bewegung) var en gruppe evangeliske præster og teologer, der maj 1933 slog sig sammen mod Deutsche Christen (DC) og deres kirkepolitiske mål. Derved begyndte "kirkekampen", Kirchenkampf, inden for Deutsche Evangelische Kirche (DEK) under nationalsocialismen i Tyskland. Sammen med det i september 1933 dannede "præsternes nødforbund", Pfarrernotbund, udgjorde ungreformatorerne dele af grundlaget for den i maj 1934 grundlagte Bekendelseskirke.

## Dannelsen
Efter at Hitler i sin regeringserklæring af 23. marts 1933 havde lovet at den tyske kirke kunne bestå uden indblanding i indre anliggender, fik DC stor tilgang blandt evangeliske kristne og fremsatte den fordring at de hidtil i 28 løst konfessionsforbundne landskirker, Landeskirchen, skulle samles i én rigskirke, Reichskirche, der skulle ledes efter "førerprincippet".
For at komme denne udvikling i forkøbet dannede Hermann Kapler, præsident for Evangelische Oberkirchenrat der Altpreußischen Union, August Marahrens, luthersk landsbiskop, Landesbischof, i Hannover, og Hermann Albert Hesse, direktør for det reformerte præsteseminarium i Wuppertal-Elberfeld, et udvalg i Loccum der skulle udarbejde en ny kirkeforfatning. De skulle bevare de lutherske, reformerte og unierede bekendelsesskrifter som trosgrundlag, men også sætte en rigsbiskop i spidsen.
Kapler havde en samtale med Hitler der derefter 25. april udnævnte militærpræsten Ludwig Müller til sin "personlige befuldmægtigede i kirkespørgsmål". Derefter ophøjede DC ham til deres "skytsherre" og krævede at embedet som rigsbiskop skulle gå til ham. Forfatnngsudvalget var nødt til at opfordre Müller. DC opstillede 4. maj 10 retningslinjer for at påvirke forfatningsudvalget i deres retning og krævede et "urvalg" med deltagelse af alle evangelisk døbte. Den radikale fløj omkring Joachim Hossenfelder var allerede registreret i landskirkernes komiteer.
Müller udsendte nu 14. maj sine egne 10 teser, som han havde indhentet Hitlers tilslutning til. De indeholdt den "fuldstændige bevarelse af reformationens bekendelser" uden udelukkelse af jødekristne og valg af rigsbiskop ved de kirkerepræsentanter der allerede var i embede. På den måde ville Müller skaffe sig frie hænder til gradvist at sætte landskirkeledelserne ud af spillet og bringe sig selv i position til embedet som rigsbiskop. På den måde kunne han især binde Hossenfelder og landskirkerepræsentanterne.
Der rejste sig nu modstand mod DCs krav på lederskabet. En kreds unge præster fra Berlin trådte 19. maj offentligt frem med et modopråb: Ganske vist bejaede også de den nye tyske stat. De så kirken bundet af "uløselig forpligtelse over for det tyske folk" og krævede et generationsskifte i kirkeledelsen. Men allerede den første sætning synliggjorde en fundamental modsætning til DC:
Vi kræver at der ved de kommende beslutninger ene og alene bliver handlet ud fra kirkens væsen
Vi kræver at kirken udfører den af Gud givne opgave i fuld frihed fra al politisk indflydelse. [...]
Vi afviser i troen på Helligånden udelukkelse af ikke-arier fra kirken.
Udnævnelsen af en rigsbiskop må ske straks af den siddende styrelse.
Som kandidat til dette embede foreslog man den ansete præst Friedrich Bodelschwingh (1877-1946).
Ordførere for gruppen var:
- Otto Riethmüller, leder af Burkhardthauses i Berlin-Dahlem
- Walter Künneth, leder af den apologetiske central i Spandau
- Hanns Lilje, generalsekretær for Deutsche Christliche Studentenvereinigung (DCSV[2]).

Reaktionen på dette fremstød var stor med tilslutning fra hele riget; også Martin Niemöller tilsluttede sig efter få dage den nye bevægelse. Dermed var i første omgang DCs uhindrede fremmarsch forhindret, og det var blevet muligt offentligt at diskutere et alternativ både til indhold og fremgangsmåder.

## Magtkamp
Endnu før forfatningsudkastet fra Loccom var færdigt, indkaldte udvalget kirkelederne til valget af rigsbiskop den 26. maj. De følte sig overrumplet og var uenige. Nogle af de lutherske landskirker havde den opfattelse at et "betingelsesløst ja" var hvad der krævedes nu ("das Gebot der Stunde") og foreslog Müller, som selv mødte frem, pegede på sig selv i en valgtale og truede med kamp hvis man ikke kom overens med DC. Kun superintendenten fra Brandenburg, Otto Dibelius, vovede at foreslå Bodelschwingh som modkandidat. I første omgang fik ingen flertal, men i et sidste valg dagen eftger fik Bodelschwingh 24 stemmer med kun tre imod. Skønt han kun modstræbende havde accepteret at stille op til valg, modtog han nu embedet som besluttet.
Hitler aflyste straks et planlagt møde med Kapler. DC fik af kanslerkontoret, Kanzleramt, stillet hele NSDAPs propagandaapparat til rådighed for kampen mod Bodelschwingh. De evangeliske medlemmer af SA, SS og samtlige underorganisationer blev pålagt at sende protesttelegrammer til Loccum-udvalget, rigspræsidenten og også til Hitler.
Kort efter trak Kapler, og lidt senere også Bodelschwingh, sig fra deres embeder. Også de biskopper, der havde valgt ham, trak deres tilslutning tilbage. Kultusministeriet bedømte at udnævnelsen af en efterfølger til Kapler uden konsultation med myndighederne var brud på den endnu gyldige overenskomst fra 1931 og udnævnte August Jäger til statskommisær for de preussiske landskirker. Medlemmerne i det hidtidige Oberkirchenrat, 'overkirkeråd', blev afsat, herunder Dibelius, og pladserne besat af repræsentanter for DC. Ludwig Müller gjorde sig til deres leder.
11. juli var det nye forfatningsudkast færdigudarbejdet under medvirken af Marahrens og Hesse. Det blev forkyndt som Reichsgesetz, "lov for riget", og samtidig blev der berammet valg til 23. juli. Det var bevidst at fristen var knap for at gøre det vanskeligere for den indrekirkelige opposition.

## Kirkevalg
Aftenen før valget erklærede Hitler i radioen at DC var den eneste gruppe der kunne garantere "det religiøse livs indre frihed" og samtidig ville gøre en indsats for nationens frihed. DC vandt 23. juli 1933 en jordskredssejr og fik flertal i næsten alle landskirker med ca. to tredjedele af alle afgivne stemmer. Derefter indtog DC de ledende embeder i nogle landskirker og i mange rigsdækkende komiteer under Deutsche Evangelische Kirche.
Ved DEK-synoden 6. september 1933 valgte de delegerede fra alle kirkegrupperinger, også ungreformatorerne, enstemmigt Ludwig Müller til rigsbiskop. Han tiltrådte embedet den 29. september. Herved forstærkedes DCs indflydelse i de landskirker der endnu var ledet af deres modstandere. De DC-ledede landskirker indførte nu arierparagraffen for gejstlige og andre embedsfolk.
Efter Müllers valg dannedes "præsternes nødforbund", Pfarrernotbund, for at beskytte jødekristne fra udelukkelse.